# Gran Premio de Brasil de Motociclismo de 1989
El Gran Premio de Brasil de Motociclismo de 1989 fue la decimoquinta y última prueba de la temporada 1989 del Campeonato Mundial de Motociclismo. El Gran Premio se disputó el 17 de septiembre de 1989 en el Autódromo Internacional Ayrton Senna (Goiânia).

## Resultados 500cc
Eddie Lawson se proclamó campeón del mundo de la categoría de 500cc, la única categoría que al llegar a la última aún no había decidido el ganador. El estadounidense se limitó a ser segundo en esta carrera para conseguir su cuarto título. El último Gran Premio fue para el también estadounidense Kevin Schwantz
| Pos.     | Piloto                       | Equipo                                   | Moto   | Tiempo     | Pts. |  |
| -------- | ---------------------------- | ---------------------------------------- | ------ | ---------- | ---- |  |
| 1        | Kevin Schwantz               | Suzuki Pepsi Cola                        | Suzuki | 46:44.390  | 20   |  |
| 2        | Eddie Lawson                 | Rothmans Kanemoto Honda                  | Honda  | +1.710     | 17   |  |
| 3        | Wayne Rainey                 | Team Lucky Strike Roberts                | Yamaha | +11.220    | 15   |  |
| 4        | Mick Doohan                  | Rothmans Honda Team                      | Honda  | +19.120    | 13   |  |
| 5        | Ron Haslam                   | Suzuki Pepsi Cola                        | Suzuki | +24.250    | 11   |  |
| 6        | Kevin Magee                  | Team Lucky Strike Roberts                | Yamaha | +33.420    | 10   |  |
| 7        | Wayne Gardner                | Rothmans Honda Team                      | Honda  | +33.630    | 9    |  |
| 8        | Christian Sarron             | Sonauto Gauloises Blondes Yamaha Mobil 1 | Yamaha | +38.610    | 8    |  |
| 9        | Niall Mackenzie              | Marlboro Yamaha Team Agostini            | Yamaha | +1:06.640  | 7    |  |
| 10       | Adrien Morillas              | Team ROC Elf Honda                       | Honda  | +1:10.020  | 6    |  |
| 11       | Randy Mamola                 | Cagiva Corse                             | Cagiva | +1:11.650  | 5    |  |
| 12       | Rob McElnea                  | Cabin Racing Team                        | Honda  | +1:12.430  | 4    |  |
| 13       | Alessandro Valesi            | Team Iberia                              | Yamaha | +1 Vuelta  | 3    |  |
| 14       | Simon Buckmaster             | Racing Team Katayama                     | Honda  | +1 Vuelta  | 2    |  |
| 15       | Juan López Mella             | Club Motocross Pozuelo                   | Honda  | +2 Vueltas | 1    |  |
| 16       | Fernando González de Nicolás | Club Motocross Pozuelo                   | Honda  | +3 Vueltas |      |  |
| 17       | Nicholas Schmassman          | FMS                                      | Honda  | +3 Vueltas |      |  |
| Ret      | Vincenzo Cascino             |                                          | Suzuki | Ret        |      |  |
| Ret      | Dominique Sarron             | Team ROC Elf Honda                       | Honda  | Ret        |      |  |
| Ret      | Pierfrancesco Chili          | HB Honda Gallina Team                    | Honda  | Ret        |      |  |
| DNS      | Marco Gentile                | Fior Marlboro                            | Fior   | DNS        |      |  |
| DNS      | Peter Graves                 |                                          | Honda  | DNS        |      |  |
| Sources: |                              |                                          |        |            |      |  |

## Resultados 250cc
El máximo aliciente de la última carrera era saber quien iba a ser el subcampeón que quedaría por detrás de Sito Pons. A esta carrera llegaban empatados a 160 puntos el alemán Reinhold Roth y el suizo Jacques Cornu. Al final, sería el alemán quien ocuparía esta posición final. La victoria de esta última carrera sería para el italiano Luca Cadalora.
| Pos. | Piloto              | Moto    | Tiempo    | Pts. |
| ---- | ------------------- | ------- | --------- | ---- |
| 1    | Luca Cadalora       | Yamaha  | 40.46.14  | 20   |
| 2    | Masahiro Shimizu    | Honda   | 40.46.38  | 17   |
| 3    | Loris Reggiani      | Honda   | 40.46.94  | 15   |
| 4    | Sito Pons           | Honda   | 40.47.50  | 13   |
| 5    | Carlos Cardús       | Honda   | 40.53.94  | 11   |
| 6    | Reinhold Roth       | Honda   | 40.59.10  | 10   |
| 7    | Carlos Lavado       | Aprilia | 41.06.75  | 9    |
| 8    | Helmut Bradl        | Honda   | 41.07.14  | 8    |
| 9    | Jacques Cornu       | Honda   | 41.07.55  | 7    |
| 10   | Alex Barros         | Yamaha  | 41.24.18  | 6    |
| 11   | Juan Garriga        | Yamaha  | 41.24.35  | 5    |
| 12   | Garry Cowan         | Yamaha  | 41.40.33  | 4    |
| 13   | Jochen Schmid       | Honda   | 41.40.54  | 3    |
| 14   | Luis Lavado         | Aprilia | 41.41.16  | 2    |
| 15   | Martin Wimmer       | Aprilia | 41.43.11  | 1    |
| 16   | Harald Eckl         | Aprilia | 41.49.35  |      |
| 17   | Alain Bronec        | Aprilia | 42.03.34  |      |
| 18   | Renzo Colleoni      | Aprilia | 42.03.58  |      |
| 19   | Miguel Gonzales     | Yamaha  | 1 Vuelta  |      |
| 20   | José Barresi        | Yamaha  | 1 Vuelta  |      |
| 21   | Jean-François Baldé | Yamaha  | 1 Vuelta  |      |
| 22   | Eduardo Alemán      | Yamaha  | 2 Vueltas |      |
| 23   | Francisco Incorvaia | Yamaha  | 3 Vueltas |      |
| Ret  | Ricardo Blanco      | Yamaha  | Ret       |      |
| Ret  | Eduardo Amen        | Yamaha  | Ret       |      |
| Ret  | Alberto Puig        | Yamaha  | Ret       |      |
| Ret  | Didier de Radiguès  | Aprilia | Ret       |      |
| Ret  | Paolo Casoli        | Honda   | Ret       |      |